# Lenguas indoarias noroccidentales
Las lenguas indoarias noroccidentales (a veces llamadas indoarias occidentales) son un grupo de variedades indoarias usualmente consideradas dentro del lahnda o del sindhi, que parecen formar una unidad filogenética dentro de las lenguas indoarias. Algunos autores presumen un parentesco filogenético cercano con las lenguas dárdicas habladas más al norte, junto con las que formarían el llamado grupo indoario septentrional.

## Comparación léxica
Los numerales reconstruidos para diferentes variedades de lenguas indoarias noroccidentales son:
| GLOSA | Lahnda         | Lahnda            | Lahnda  | Sindhi  | Sindhi | PROTO-IA NOROCCIDENTAL |
| GLOSA | Hinko septent. | Panyabí de Mirpur | Siraiki | Kachchi | Sindhi | PROTO-IA NOROCCIDENTAL |
| ----- | -------------- | ----------------- | ------- | ------- | ------ | ---------------------- |
| '1'   | ɪ̤k             | ɪk                | hɪkː    | hekro   | hɪkʊ   | *eka                   |
| '2'   | do             | do                | ɗu      | b̥aː     | ɓə     | *ɗua                   |
| '3'   | træ            | trɛ               | trɛ     | tre     | ʈe     | *træ                   |
| '4'   | ʧar            | ʧaɾ               | ʧɑɾ     | ʧaːr    | ʧarɪ   | *ʧaːr                  |
| '5'   | pʌɲʤ           | pə̃ʧ               | pɘnʤ    | pənʤ    | pəɲʤə  | *panʧ                  |
| '6'   | ʧʰe            | ʧʰe               | ʧʰi     | ʧʰə     | ʧʰə    | *ʧʰai-                 |
| '7'   | sʌt            | sət               | sɘtː    | sattə   | sətə   | *sat                   |
| '8'   | ʌʈʰ            | əʈʰ               | ɘʈʰː    | aʈʰə    | əʈʰə   | *aʈ                    |
| '9'   | nõ             | no                | nɘũ     | nɔ̃      | nəvə̃   | *nav-                  |
| '10'  | dʌs            | dəs               | ɗɘh     | ɖɔ      | ɗəhə   | *das                   |
- Datos: Q16111018